# Bailey Howell
Bailey Howell (Middleton, 20 de janeiro de 1937), é um ex-jogador de basquete norte-americano que foi campeão da Temporada da NBA de 1968-69 jogando pelo Boston Celtics.